# Мировая классика бейсбола
Мировая классика бейсбола либо Мировая бейсбольная классика (англ. World Baseball Classic) — международное соревнование по бейсболу, проходящий под эгидой WBSC (с 2013 года). Первый турнир состоялся в 2006 году по инициативе MLB. С 2006 по 2013 год проводился под руководством IBAF.
В связи с исключением бейсбола из программы летних Олимпийских игр (после 2008 года) и прекращением проведения чемпионата мира (с 2011 года) является главным соревнованием для национальных сборных. Победитель турнира получает титул «чемпион мира».
С 2009 года проводится раз в четыре года.

## Регламент
В финальной части турнира принимает участие 16 команд. В 2006 и 2009 годах участники приглашались организаторами. В розыгрыше 2013 года добавлен квалификационный раунд. Двенадцать лучших команд предыдущего турнира сохранили место в финальном раунде, а четыре худших выбыли в квалификационный раунд.
В квалификационном раунде участвует шестнадцать команд, разбитых на четыре группы по четыре команды. Соревнования проводятся по системе Double Elimination. Победители каждой из групп выходят в финальную часть турнира.
В финальном турнире шестнадцать команд разбиты на четыре группы по четыре команды. Две лучших сборных из каждой группы выходят в полуфинальный раунд. В полуфиналах восемь команд разбиты на две группы по четыре команды. По две лучших сборных выходят в чемпионских раунд, проводящийся по олимпийской системе — полуфиналы и финал, состоящие из одной игры. Обладатель третьего места определяется WBSC по статистическим показателям.

## Призёры
| Год  | Место проведения чемпионского раунда | Золото                   | Серебро          | Бронза           |
| 2006 | Сан-Диего (США)                      | Япония                   | Куба             | Республика Корея |
| 2009 | Лос-Анджелес (США)                   | Япония                   | Республика Корея | Венесуэла        |
| 2013 | Сан-Франциско (США)                  | Доминиканская Республика | Пуэрто-Рико      | Япония           |
| 2017 | Лос-Анджелес (США)                   | США                      | Пуэрто-Рико      | Япония           |
| 2023 | Майами (США)                         | Япония                   | США              | Мексика          |

## Медальная таблица
| Сборная                  | Золото | Серебро | Бронза | Всего |
| Япония                   | 3      | 0       | 2      | 5     |
| Доминиканская Республика | 1      | 0       | 0      | 1     |
| США                      | 1      | 1       | 0      | 2     |
| Пуэрто-Рико              | 0      | 2       | 0      | 2     |
| Южная Корея              | 0      | 1       | 1      | 2     |
| Куба                     | 0      | 1       | 0      | 1     |
| Венесуэла                | 0      | 0       | 1      | 1     |
| Мексика                  | 0      | 0       | 1      | 1     |

## Награды

### Самый ценный игрок
Главной наградой за индивидуальные достижения по ходу турнира является приз «Самому ценному игроку», вручаемый после окончания финального матча. Первым обладателем приза в 2006 году стал питчер Дайсукэ Мацудзака.
| Турнир | Игрок             | Амплуа            | Сборная                  |
| ------ | ----------------- | ----------------- | ------------------------ |
| 2006   | Дайсукэ Мацудзака | Питчер            | Япония                   |
| 2009   | Дайсукэ Мацудзака | Питчер            | Япония                   |
| 2013   | Робинсон Кано     | Игрок второй базы | Доминиканская Республика |
| 2017   | Маркус Строман    | Питчер            | США                      |
| 2023   | Сёхей Отани       | Питчер            | Япония                   |

### Сборная всех звёзд
По завершении каждого турнира организаторами формируется символическая Сборная всех звёзд турнира, включающая в себя трёх питчеров, восемь полевых игроков и назначенного бьющего. По итогам четырёх состоявшихся турниров в состав Сборной всех звёзд входили представители десяти стран.